# Some broken hearts never mend
Some broken hearts never mend is een lied dat werd geschreven door Wayland Holyfield. Het werd vooral bekend in de uitvoeringen van Don Williams (1977) en Telly Savalas (1980).
In Vlaanderen verscheen het verschillende malen op plaat, door Eddy Smets (1982), de Bobby Setter Band (jaartal onbekend), Garry Hagger (1998) en als Geluk kan komen en gaan door Jo Vally (vertaling van Fred Bekky). In Nederland kwam er een vertaling van Gerard Schoonebeek (Een gebroken hart vindt geen rust) en een versie van Big Brother-bewoner Ruud Benard (2000).
In Duitsland verscheen er een versie van het AMIGA Studio Orchester (1983) en werd het door Jonny Hill gezongen als Kann Liebe alles verzeih'n (1979) en door Peter Alexander als Wenn auch die Jahre vergeh'n. Verder verschenen er nog covers van onder meer Joe Val & The New England Bluegrass Boys (1979), Kentucky (Zweedse band, 1982), de Bellamy Brothers (1998) en Daryle Singletary (2007).
In het lied wordt bezongen dat sommige gebroken harten nooit zullen helen, waarmee de zanger het over zijn eigen liefdesverdriet heeft.

## Don Williams
De countryzanger Don Williams bracht Some broken hearts never mend voor het eerst uit in 1977, op zowel een single als op de elpee Visions.

### Hitnoteringen
De single van Williams was een hit in de VS en Canada, waarbij hij in eigen land zijn zesde nummer 1-hit behaalde in de Hot Country Singles. Verder werd het ook in onder meer Duitsland en het Verenigd Koninkrijk uitgegeven.
| Hitlijsten (1977)           | Piekpositie |
| --------------------------- | ----------- |
| Hot Country Singles (VS)    | 1           |
| RPM Country Tracks (Canada) | 6           |

## Telly Savalas
Telly Savalas, in de jaren zeventig vooral bekend als hoofdrolspeler in de televisieserie Kojak, bracht het lied in 1980 opnieuw uit op een single die vooral in veel Europese landen aansloeg. In Vlaanderen en Zwitserland bereikte de single de eerste plaats.

### Hitnoteringen
| Hitlijsten                      | Piekpositie |
| ------------------------------- | ----------- |
| Vlaanderen (BRT Top 30)         | 1           |
| Vlaanderen (Ultratop)           | 2           |
| Nederland (Nationale Hitparade) | 4           |
| Nederland (Top 40)              | 5           |
| Zwitserland (Hitparade Singles) | 1           |
| Oostenrijk (Ö3 Top 40)          | 2           |
| Duitsland                       | 5           |